# Fundação partidária de estudo e pesquisa
A fundação partidária de estudo e pesquisa, ou simplesmente fundação partidária, é um tipo de instituição vinculada a determinado partido político voltada a assuntos como educação política e formulação e discussão de projetos políticos em conformidade a diretrizes e princípios ideológicos do partido político que a mantém.
Na Alemanha, existem a Fundação Friedrich Ebert (vinculada ao Partido Social-Democrata da Alemanha), a Fundação Konrad Adenauer (ligada ao partido União Democrata-Cristã), a Fundação Rosa Luxemburgo (vinculada ao partido alemão A Esquerda), a Fundação Friedrich Naumann (ligada ao Partido Democrático Liberal). Tais instituições alemãs inspiraram as fundações partidárias brasileiras. O MDB na década de 1980 teria sido um dos primeiros partidos que começou a implantar, por conta própria, uma fundação partidária com esse propósito de promoção da educação política. Contudo, essas fundações partidárias somente passaram a ser implantada de maneira mais efetiva no país a partir de 1995, quando foi aprovada a Lei dos Partidos Políticos.

## No Brasil
A inspiração para as fundações partidárias viessem a ser adotadas no Brasil veio do direito público alemão, especialmente diante da necessidade de estimular a politização da sociedade. Sobre esse aspecto afirma Felipe do Espírito Santo:
"No que se refere a inspiração para o surgimento das fundações partidárias brasileiras, muito se discute, concomitantemente, sobre a inspiração do nosso sistema político partidário e, igualmente, acerca do sistema eleitoral brasileiro. Quando isso ocorre, o formato adotado na Alemanha é mencionado. Após a segunda guerra mundial e a queda do regime nazista, a Alemanha precisou se reestruturar, incentivar a participação política dos cidadãos e caminhar para superação do turbulento momento vivido. Então, nesse momento, a discussão partidária recebeu especial atenção juntamente com as instituições que atuavam diretamente nesse estímulo político, contemplando as fundações e dando espaço para a estruturação dos partidos políticos e seus braços acadêmicos (...)"
Segundo Reis e Grill: "os institutos e as fundações partidárias brasileiras são instâncias formalmente voltadas ao trabalho de afinamento político e cultural nos partidos, e refletem diferentes estágios das intersecções entre organização partidária, mobilização militante e intervenção intelectual."
De acordo com o art. 53 da Lei dos Partidos Políticos (Lei nº 9.096/1995), os partidos políticos podem criar fundação ou instituto  de personalidade jurídica de direito privado.destinada ao estudo e pesquisa, à doutrinação e à educação política. Esta fundação partidária deve ser regida pelas normas de direito civil e terá autonomia para contratar com instituições públicas e privadas, prestar serviços e manter estabelecimentos de acordo com suas finalidades, podendo, ainda, manter intercâmbio com instituições não nacionais.
Como toda fundação, elas possuem autonomia administrativa, patrimonial e financeira, contraindo direitos e obrigações em nome próprio.
Apesar de essas fundações cumprirem importante papel para o regime democrático, elas são pessoas jurídicas de direito privado. Nesse sentido, o STF decidiu, na ADI 191/RS, que: "A distinção entre fundações públicas e privadas decorre da forma como foram criadas, da opção legal pelo regime jurídico a que se submetem, da titularidade de poderes e também da natureza dos serviços por elas prestados.". E mesmo as fundações de direito privado seguem algumas regras de direito público, tais como prestação de contas ao Tribunal de Contas.
Por imposição legal, a fonte de financiamento decorre, especialmente, do fundo partidário, pois até 20% dos recursos financeiros deste fundo.
As principais críticas que são formuladas em desfavor das fundações partidárias consistem na efetividade de seu trabalho de formação política, considerando que há o emprego de dinheiro público sem a devida fiscalização, sendo acusada, também de servir de cabide de empregos para candidatos derrotados nos pleitos eleitorais.

## Ligação externa
- Fundação pública: personalidade jurídica de  direito público ou privado?